# Acalypha microgyne
Acalypha microgyne é uma espécie de flor do gênero Acalypha, pertencente à família Euphorbiaceae.